# Pfleggericht Waging

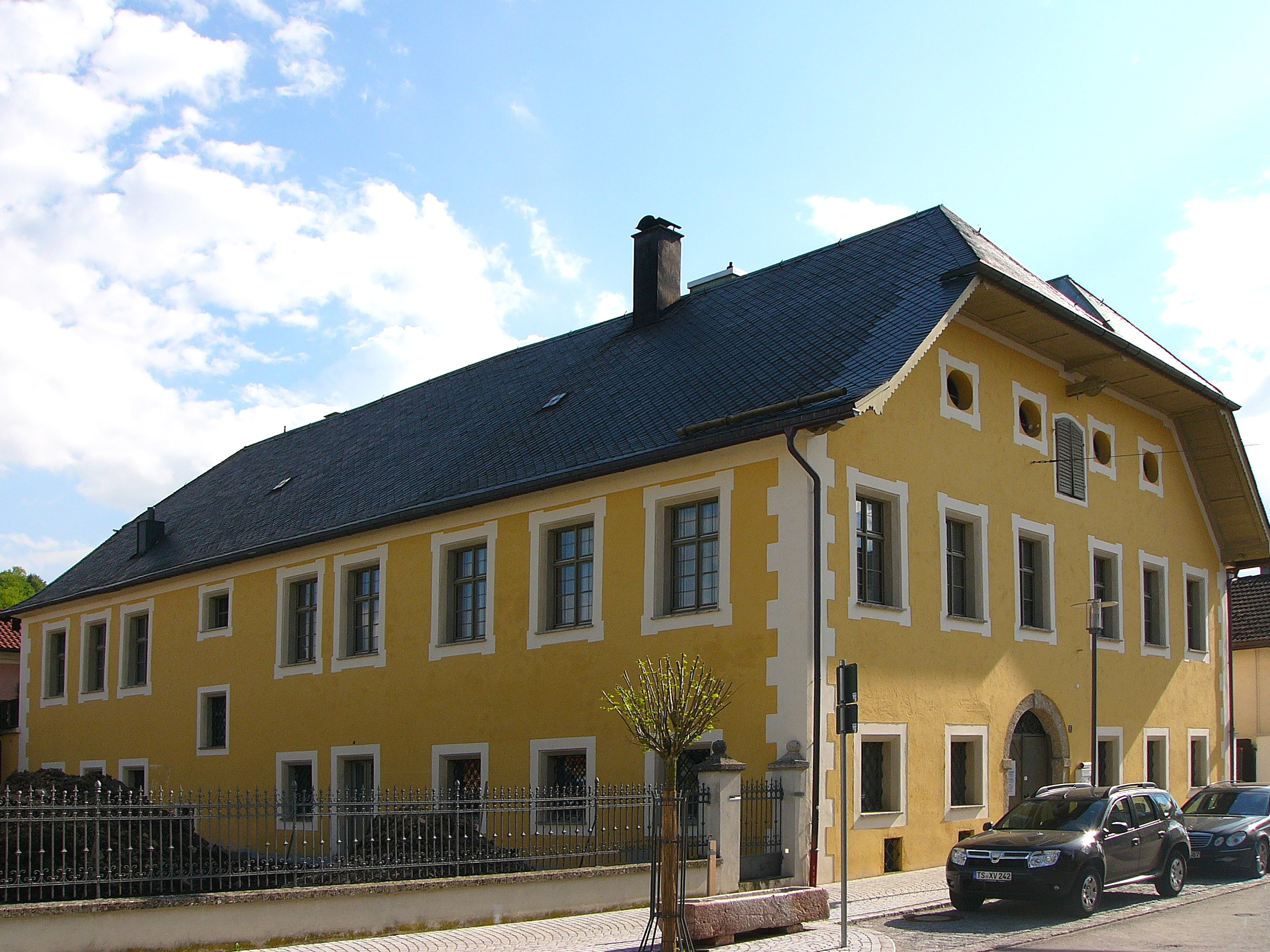
Ehm. Pfleggericht in der Bahnhofstraße 17 in Waging

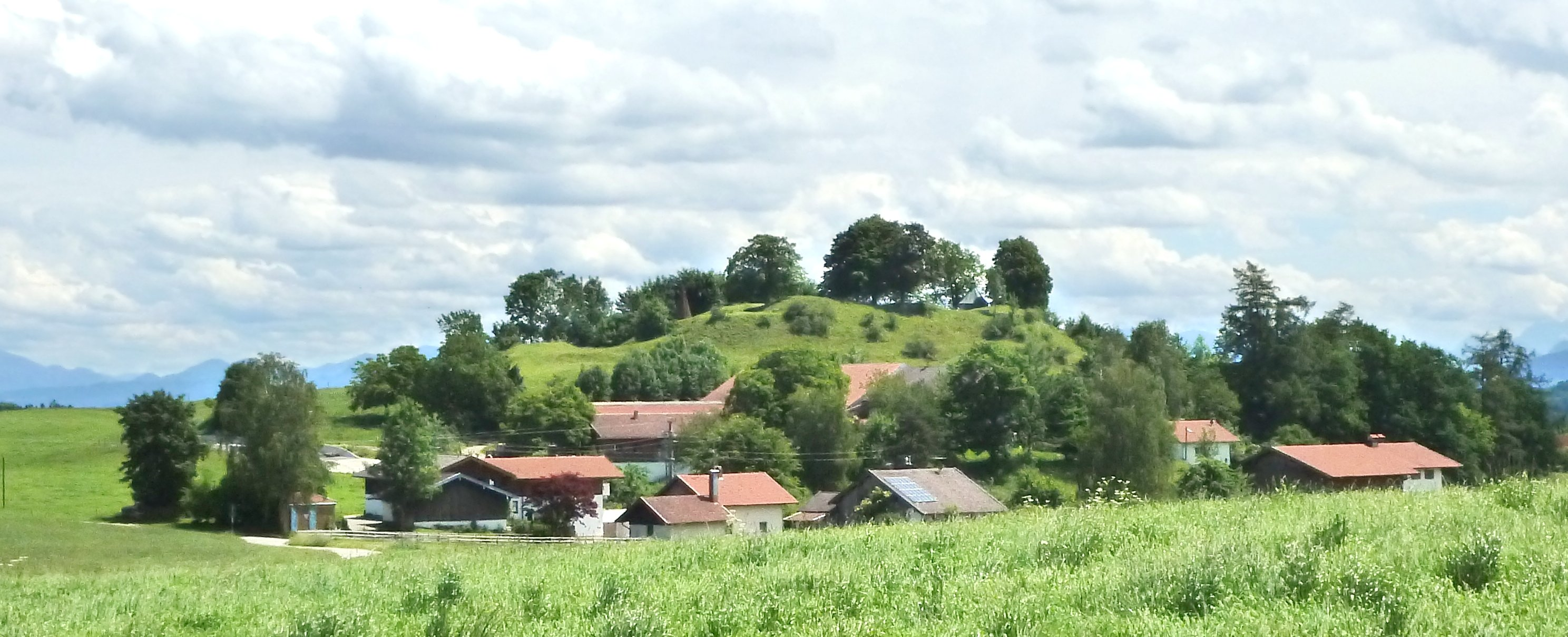
Der Schlossberg in Tettelham

Das Pfleggericht Waging oder auch Pfleggericht Tettelham war eine Verwaltungseinrichtung im Erzstift Salzburg mit Sitz in Tettelham und später Waging am See im heutigen Landkreis Traunstein (Bayern).  Das ehemalige Gerichtsgebäude befindet sich noch heute im Ortszentrum von Waging. 

## Geschichte
Auf dem Schlossberg von Tettelham befindet sich der Burgstall der Burg Obertettelham. Die Burg Obertettelham war im Besitz der Herren von Tettelham, welche Ministerialen der Grafen von Kraiburg und später der Grafen von Plain waren. Im Jahr 1328 wurde das Erzstift Salzburg durch die Erlassung einer eigenen Landesordnung zum weitgehend unabhängigen Staat innerhalb des Heiligen Römischen Reiches (HRR). Tettelham war in der Folge Sitz eines salzburgischen Pflegers im Pfleggericht Tettelham (Tetlham oder auch Tettlham). 1530 übergab die Witwe  Jakobs von Aham zu Wildenau die Feste und das Gericht Halmberg dem Pfleger von Tettelham, Hans Münich zu Münichhausen. Zwischen 1683 und 1685 wurden dann in Waging die Gebäude für ein neues Pfleggericht fertiggestellt und diese Funktion ging 1697 auf Waging über, die Burg überließ man dem Verfall.
An der Spitze des Pflegamtes stand ein Pfleger, dem ein Landrichter nachgeordnet war. Wie im HRR üblich war die Trennung der Rechtsprechung von der Verwaltung nicht umgesetzt. Die Ämter waren sowohl erstinstanzliche Gerichte als auch Verwaltungs-, Polizei- und Steuerbehörden. Der Gerichtsbezirk bestand aus den Gemeinden (vor 1972) Waging am See, Petting, Wonneberg, Taching am See, Otting, Nirnharting und Gaden. 
1803 wurde das Erzstift Salzburg in ein säkularisiertes Kurfürstentum umgewandelt, die Pfleggerichte blieben bestehen. 1805 wurde Salzburg zusammen mit Berchtesgaden dem neuen Kaisertum Österreich zugeschlagen und 1810 wieder an das Königreich Bayern angegliedert.  Im Jahr 1810 wurde das Landgericht Teisendorf, eine bayerische Verwaltungseinrichtung, geschaffen. Sie umfasste das Gebiet der Pfleggerichte Waging und Teisendorf.
Der Rupertiwinkel kam 1816 mit dem Vertrag von München endgültig von Salzburg an das Königreich Bayern. Im Jahre 1818 wurde das Landgericht Teisendorf aufgelöst und gehörte fortan zum Sprengel des Landgerichts Laufen.